# Kwangwoon University

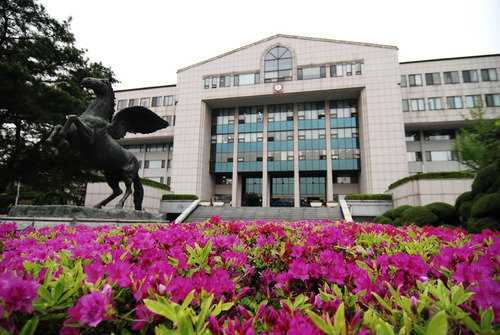
Gebäudefassade der Universität, 2007

Die Kwangwoon University, deutsch Kwangwoon-Universität, ist eine private Universität in Seoul, Südkorea, und zählt zu den angesehensten Universitäten des Landes im Bereich der Ingenieur- und Naturwissenschaften.

## Geschichte
1934 wurde das Chosun Radio Training Center von Choi Kwang-woon (조광운) als funktechnische Ausbildungsstätte gegründet. 1964 wurde es unter Rektor Choi Eung-cheon (조응천) zur Elektrotechnischen Hochschule (Kwangwoon Electronic Engineering College) umgeformt. 1976 wurde diese in Kwangwoon Engineering College umbenannt, 1981 in Kwangwoon College und 1987 in Kwangwoon University, den heutigen Namen. Symbol der Universität ist ein Pegasus.

## Rankings
Bei der Zahl der Technologietransfers pro Person erreichte sie 2008 den 2. Platz und beim Forschungswirkungsgrad der Technologietransfers lag sie an der Spitze in Südkorea. 2012 lag sie bei den Veröffentlichungen in ausländischen Fachzeitschriften auf dem 2. Platz.

## Ehemalige Vorsitzende
1. Präsident (1964–1971): Choi Eung-cheon (조응천)
2. Präsident (1971–1972): Seo Jung-hong (서정홍)
3. Präsident (1972–1976): Kim Young-guan (김영권)
4. Präsident (1976–1981): Jeon Pung-jin (전풍진)
5. Präsident (1981–1985): Young In-eung (양인응)
6. Präsident (1985–1988): Seo Guk-cheol (서국철)

1. Rektor (1988–1992): Jo Muh-sung (조무성)
2. Rektor (1992–1993): Jo Muh-sung (조무성)
3. Rektor (1993–1994): Yun Sung-cheon (윤성천)
4. Rektor (1994–1997): Kang Jun-gil (강준길)
5. Rektor (1997–2001): Pak Young-sik (박영식)
6. Rektor (2001–2005): Pak Young-sik (박영식)
7. Rektor (2005–2009): Lee Sang-cheol (이상철)
8. Rektor (2009–2013):  Kim Kee-young (김기영)

## Fakultäten
- Elektrotechnik und Information Engineering
  - Elektronik
  - Nachrichtentechnik
  - Electronic Convergence Engineering
  - Technische Informatik
  - Rechnertechnik und Informatik
  - Elektrotechnik
  - Elektronische Materialwissenschaft
  - Robotik

- Ingenieurwissenschaften
  - Architektur
  - Versorgungstechnik
  - Chemieingenieurwesen
  - Umweltingenieurwesen

- Naturwissenschaft
  - Mathematik
  - Physik
  - Chemie
  - Sportwissenschaft
  - Cyber Security

- Sozialwissenschaften
  - Arbeitspsychologie
  - Kommunikationswissenschaft

- Rechtswissenschaft
  - Allgemeines Recht
  - Wissenschaftsrecht
  - Internationales Recht

- Verwaltungswissenschaft

- Nordostasien-Studien
  - Handelsbeziehungen (Nordostasien)
  - Kulturelle Beziehungen (Nordostasien)
  - Internationale Beziehungen

- Geisteswissenschaft
  - Koreanische Sprache und Literatur
  - Englische Sprache und Literatur

- Freie Künste
  - verschiedene Wahlmöglichkeiten (unter anderem 9 verschiedenen Musikinstrumente)

## Alumni
- Lee Jae-ryung, CEO von LG-Ericsson
- Seol Ki-hyeon (* 1979), Nationalspieler der südkoreanischen Fußballnationalmannschaft
- Shin Jong-kyun, Mobile Communication Business Präsident von Samsung Electronics